# Nagybecskereki zsinagóga
A Nagybecskereki zsinagóga egy ma már nem létező szerbiai zsidó vallási épület.

## Története
Az akkor még az Osztrák–Magyar Monarchia területéhez tartozó Nagybecskereken a zsinagóga építését a helyi hitközség vezetője, Klein Mór rabbi javasolta. A terveket a később számos más magyar zsinagógát is megalkotó Baumhorn Lipót készítette. A zsinagóga 1896-ban épült fel, és mintegy fél évszázadon át működött. A második világháború alatt a német megszállók lerombolták, és csak a véletlennek köszönhető, hogy orgonája megmenekült, és a helyi református templomba kerülhetett. A zsinagóga kinézetéről régi képeslapokból lehet fogalmat alkotni.